# Spondias
Spondias es un género de plantas con 79 especies, perteneciente a la familia de las anacardiáceas.

## Descripción
Son árboles pequeños a grandes; plantas generalmente hermafroditas. Hojas alternas, generalmente imparipinnadas, caducas; folíolos opuestos o a veces subopuestos, márgenes enteros, crenados o serrados, nervio intramarginal presente, peciolulados. Inflorescencia subterminal o axilar, paniculada, pedicelos articulados, flores marcadamente protandras (excepto en S. purpurea), perianto 5-mero, lobos del cáliz imbricados o libres; corola valvada, de color crema, blanca, anaranjada o roja, pétalos cuculados; estambres (8–) 10, en 2 (a veces marcadamente) series desiguales, filamentos lineares a subulados; disco intrastaminal, anular o emarginado y undulado; ovario (3–) 5-locular, cada lóculo con 1 óvulo apical, estilos (3–) 5, estigmas capitados a oblicuos. Drupa oblonga, globosa, obovoide o elipsoide, verde, amarilla, anaranjada o roja, mesocarpo carnoso, comestible, ácido, endocarpo óseo con una matriz fibrosa o con proyecciones espinosas extendidas hacia el mesocarpo (S. dulcis); cotiledones lineares, opuestos, sésiles, algo carnosos.

## Taxonomía
El género fue descrito por Carlos Linneo y publicado en Species Plantarum 1: 371. 1753.  La especie tipo es: Spondias mombin L.

## Especies
| - Spondias acida - Spondias acuminata - Spondias amara - Spondias angolensis - Spondias aurantiaca - Spondias axillaris - Spondias bipinnata - Spondias birrea - Spondias bivenomarginalis - Spondias borbonica - Spondias brasiliensis - Spondias brunea - Spondias chakoua - Spondias chinensis - Spondias cirouella - Spondias crispula - Spondias cytherea - Spondias dubia - Spondias dulcis - Spondias dulcis var. macrocarpa - Spondias dulcis var. mucroniserrata - Spondias edmonstonei - Spondias elliptica - Spondias falcata - Spondias fragrans - Spondias glabra - Spondias graveolens - Spondias guianensis - Spondias haplophylla - Spondias indica - Spondias jocote 'Amarillo' - Spondias klaineana - Spondias lakonensis - Spondias lakonensis var. hirsutus - Spondias laxiflora - Spondias longifolia - Spondias lucida - Spondias lutea - Spondias lutea var. glabra - Spondias lutea var. maxima | - Spondias macrocarpa - Spondias macrophylla - Spondias malayana - Spondias mangifera - Spondias maxima - Spondias mexicana - Spondias microcarpa - Spondias mombin - Spondias negrosensis - Spondias nigrescens - Spondias novoguineensis - Spondias oghigee - Spondias paniculata - Spondias parviflora - Spondias petelotii - Spondias philippinensis - Spondias pinnata - Spondias pleiogyna - Spondias pseudo 'Myrobalanus' - Spondias pubescens - Spondias purpurea - Spondias purpurea var. munita - Spondias purpurea var. venulosa - Spondias radlkoferi - Spondias rohe - Spondias romblonensis - Spondias rugosa - Spondias simplicifolia - Spondias sinensis - Spondias solandri - Spondias soyauxii - Spondias surinamensis - Spondias terebinthinaceus - Spondias testudinas - Spondias testudinis - Spondias therebintoides - Spondias tonkinensis - Spondias tuberosa - Spondias venosa - Spondias venulosa - Spondias viridiflora - Spondias wirtgenii - Spondias xerophila - Spondias zanzee |